# 纳道什德洛达尼
纳道什德洛达尼，是匈牙利费耶尔州所辖的一个村。总面积26.35平方公里，总人口1824，人口密度69.2人/平方公里（2011年1月1日）。